# Meldrick Taylor
Meldrick Taylor, född den 19 oktober 1966 i Philadelphia, Pennsylvania, är en amerikansk boxare som tog OS-guld i fjäderviktsboxning 1984 i Los Angeles. I finalen vann Taylor med 4–1 över Peter Konyegwachie från Nigeria.